# Elaine Marley
Elaine Marley (chamada Elaine Marley-Threepwood a partir de Escape from Monkey Island) é uma personagem fictícia da série de jogos eletrônicos de aventura Monkey Island. Criada por Ron Gilbert para a LucasArts, a personagem apareceu pela primeira vez em The Secret of Monkey Island e é parte do elenco principal da franquia. Originalmente concebida como uma governadora implacável, a personagem evoluiu durante seu desenvolvimento até se tornar o interesse amoroso do protagonista. Os dois primeiros jogos da série não incluíam dublagem; entretanto, Elaine foi dublada por Alexandra Boyd em todos os jogos a partir de The Curse of Monkey Island exceto em Escape from Monkey Island, onde a personagem foi dublada por Charity James.
Elaine é a governadora da Tri-Island Area, um arquipélago pirata fictício no Caribe. Ela é o interesse amoroso do pirata zumbi LeChuck, que frequentemente a persegue e tenta transformá-la em sua noiva morta-viva, mas Marley se apaixona pelo protagonista Guybrush Threepwood. Elaine é constantemente raptada por LeChuck instigando uma tentativa de resgate de Guybrush, mas é geralmente capaz de se salvar sozinha. Ela eventualmente se casa com Guybrush e deixa suas responsabilidades de governadora para seu avô, viajando com Guybrush para o fictício Golfo de Melange para curar uma epidemia de varíola vodu.
A personagem foi recebida positivamente pela crítica. Muitos autores louvaram sua quebra do tema da donzela em apuros. Elaine foi incluída em diversas listas sobre as melhores personagens dos jogos eletrônicos, e foi elogiada por seu design e personalidade resiliente. Críticos também enalteceram a dublagem de Boyd e James para a personagem, apesar de alguns se dizerem decepcionados por sua quantidade reduzida de falas em The Curse of Monkey Island.

## Designda personagem
O roteiro original de The Secret of Monkey Island incluía uma personagem simplesmente chamada "the Governor" (lit. "a Governadora"); Ron Gilbert, criador de Monkey Island, tinha a imaginado como uma personagem muito mais cruel. O nome "Elaine" foi criado tarde durante o desenvolvimento do jogo por Dave Grossman, que escreveu as cenas finais do jogo onde o protagonista Guybrush Threepwood interrompe o casamento do antagonista LeChuck e da governadora. Uma das opções de Grossman para interromper o casamento era fazer Guybrush gritar "Elaine!" em uma paródia de uma cena parecida no fime de 1967 The Graduate; Gilbert gostou da referência, então Elaine foi escolhido como o nome da governadora. Enquanto o desenvolvimento do jogo progrediu, a personagem evoluiu de uma governadora cruel para o interesse amoroso do protagonista.

O retrato original de Elaine em The Secret of Monkey Island (acima) foi baseado na artista da LucasArts Avril Harrison. Sua recriação (abaixo) tomou uma abordagem mais estilizada.

Quando o jogador fala com certos personagens em The Secret of Monkey Island, um retrato de perto é mostrado. A aparência de Elaine nesse retrato foi baseada em Avril Harrison, uma artista trabalhando na LucasArts. Gilbert sempre se sentiu incomodado por esses retratos, dizendo que "apesar de serem boas obras de arte, eu nunca senti que eles se encaixavam com o estilo do resto do jogo." Na Special Edition de 2009, esses retratos foram recriados para usar o mesmo estilo de arte estilizado presente no resto do jogo.
Em The Curse of Monkey Island, Elaine percebe que Guybrush é seu amor verdadeiro e se casa com ele. Entretanto, Ron Gilbert não tinha planejado que a relação entre os dois sse desenvolvesse dessa forma, afirmando que Elaine "nunca realmente gostou de Guybrush e pensava mais nele como um irmão mais novo." Gilbert não esteve envolvido na produção de The Curse of Monkey Island; apesar de acreditar que a nova equipe de desenvolvimento "fez um bom trabalho capturando sobre o que Monkey Island é", o relacionamento entre Elaine e Guybrush "foi a coisa que mais incomodou [Gilbert] sobre The Curse of Monkey Island."
The Curse of Monkey Island foi o primeiro jogo da série a incluir dublagem; nele, o papel de Elaine Marley foi dado à atriz britânica Alexandra Boyd. Boyd explicou que conseguiu o papel porque havia trabalhado com o diretor de dublagem Darragh O'Farrell antes; O'Farrell levou Boyd para interpretar a personagem. Boyd brincou que "eu acho que consegui o papel porque sou ruiva como ela." A atriz não foi chamada para voltar a dublar a personagem em Escape from Monkey Island; Marley foi dublada pela atriz estadunidense Charity James. Mesmo assim, Boyd reprisou seu papel em Tales of Monkey Island da Telltale Games e nas recriações dos dois primeiros jogos, bem como em Return to Monkey Island. A atriz ficou feliz em voltar, afirmando que a personagem "é muito bem escrita e é legal gritar tanto com LeChuck e Guybrush! Exaustivo, mas legal." Ao invés de viajar para o estúdio da Telltale em São Rafael, Boyd gravou suas falas para Tales of Monkey Island em Londres, se comunicando remotamente com o diretor de dublagem via Skype. O desenvolvimento da personagem de Elaine era um dos objetivos de Gilbert em Tales of Monkey Island; ele queria que Elaine fosse "mais bem informada e mais capaz do que a maioria dos outros personagens."

### Atributos e aparência
Elaine Marley é geralmente representada como uma pessoa inteligente, engenhosa, carinhosa e gentil. Ela é normalmente mais do que capaz de cuidar de si mesmo; nas várias vezes que ela foi raptada por LeChuck, ela foi capaz de escapar sozinha e formular planos para derrotar seus adversários. Além disso, a personagem é habilidosa em combate e uma estratega em batalha, aspectos reforçados por sua personalidade calma. Quanto à pirataria, Elaine é inicialmente hesitante em investir em um relacionamento com piratas graças a uma interação negativa com LeChuck enquanto ele ainda estava vivo. Mesmo assim, a capitã se apaixona por Guybrush Threepwood. Apesar de Marley estar em controle da relação durante a maior parte do tempo, ela ainda acredita nas habilidades de Guybrush apesar de sua personalidade desventurada.
A personagem de modo geral possui longos cabelos ruivos e olhos vermelhos. Ela veste uma variedade de vestimentas piratas consistentes com o narrativa do jogo, passada durante a Época Dourada da Pirataria. Suas roupas geralmente incluem pantalonas, uma blusa sob uma túnica, uma faixa, botas e um lenço na cabeça. Ela veste brincos dourados, substituídos até o segundo capítulo em Tales of Monkey Island por seu anel de noivado na orelha.

## Aparições
Elaine Marley apareceu pela primeira vez em The Secret of Monkey Island como a governadora de Mêlée Island, onde o protagonista Guybrush Threepwood está tentando se tornar um pirata. Como governadora, ela atrai muitos pretendentes, um destes sendo o pirata LeChuck. Apesar de Elaine rejeitar os avanços de LeChuck, ele continua perseguindo-a e tenta impressioná-la descobrindo o segredo de Monkey Island. Esta jornada acaba custando a vida de LeChuck, mas ele retorna como um fantasma para continuar a tentar se casar com ela. As ambições de LeChuck para se casar com Elaine, mesmo contra a sua vontade, formam grande parte do enredo da franquia. Elaine encontra Guybrush pela primeira vez quando ele entra na mansão da governadora para tentar roubar um ídolo valioso. Elaine queria conhecer Guybrush desde que ouviu sobre sua chegada na ilha por causa de seu nome estranho, mas este encontro é interrompido pela incapacidade de Threepwood de falar qualquer frase inteligível graças à beleza de Marley. Quando o xerife local tenta afogar Guybrush depois de uma batalha, Elaine corre para salvá-lo, confessando que se sente profundamente atraída por Threepwood, algo que ele diz ser recíproco. Ela pede que Guybrush termine suas provações antes que eles possam seguir esse relacionamento, mas é raptada por LeChuck e levada para seu esconderijo em Monkey Island depois que uma tripulação de piratas fantasmas invade a ilha. Guybrush planeja uma tentativa de rescade, mas não consegue alcançar Elaine antes do navio de LeChuck voltar a Mêlée Island para o casamento do vilão com a capitã. Threepwood interrompe o casamento, sem querer arruinando os planos de Elaine para derrotar LeChuck com um aparelho anti-fantasma.

Elaine na recriação de Monkey Island 2: LeChuck's Revenge.

O papel de Elaine é reduzido na sequência Monkey Island 2: LeChuck's Revenge, mas a maior parte da história é contada para ela por Guybrush através de um flashback. Entre os jogos, os dois terminaram seu relacionamento e Elaine se mudou para sua mansão de governadora em Booty Island. Quando Guybrush aparece na mansão, ela presume que ele o tenha feito para se desculpar; ao invés disso, ele está procurando por um mapa que pertencia ao avô de Elaine, que indica o caminha até o famoso tesouro de Big Whoop. Depois de descobrir as intenções de Threepwood, Marley se enfurece e se recusa a falar com ele.
Em The Curse of Monkey Island, com Guybrush incapacitado no fim de LeChuck's Revenge, LeChuck ataca Plunder Island, a terceira ilha sob governo de Elaine. As tentativas de LeChuck de comprar o amor de Marley novamente são rejeitadas durante uma batalha de canhões; Elaine está zangada com LeChuck por ter aparentemente matado Guybrush, que ela agora notou que é o amor de sua vida. A batalha é interrompida por Guybrush, que escapou da maldição de LeChuck e ajuda a derrotar o pirata zumbi. Mais tarde, Guybrush pede Elaine em casamento, dando-a um anel de diamante encontrado nas posses de LeChuck. Entretanto, Guybrush não sabia que o anel é amaldiçoado, e transforma Elaine em uma estátua de ouro puro. Guybrush consegue desfazer o feitiço mas ambos são capturados por LeChuck, agora um demônio reencarnado. LeChuck planeja transformar Elaine em uma criatura morta-viva, forçando-a a aceitá-lo, já que ele seria a única outra pessoa na mesma condição. Elaine e Guybrush escapam, com a governadora esquivando de LeChuck até que ele é preso sob uma avalanche. Os dois se casam e vão em sua lua de mel.
Elaine e Guybrush voltam a Mêlée Island em Escape from Monkey Island depois de sua longa lua de mel e descobrem que ela havia sido legalmente declarada morta; como resultado, seu cargo de governadora da Tri-Island Area será sujeito a uma eleição. Enquanto Elaine e Guybrush trabalham em reverter sua situação legal, eles descobrem que o outro candidato na eleição é na verdade LeChuck disfarçado mas, os habitantes da cidade, zangados pela longa ausência de Elaine, não acreditam nela. Elaine é derrotada na eleição e LeChuck se torna governador enquanto Guybrush é capturado em Monkey Island. Lá, ele descobre que o náufrago local Herman Toothrot é na verdade Horation Marley, o avô perdido de Elaine. Os dois fogem de Monkey Island e derrotam LeChuck e o novo vilão Ozzie Mandrill. Elaine pede que Horatio tome seu lugar como governador da Tri-Island Area, e Threepwood e a agora ex-governadora partem.
Em Tales of Monkey Island, passado muitos anos depois do jogo anterior, Elaine mais uma vez foi raptada por LeChuck. Em sua tentativa de resgate, Guybrush sem querer liberta uma varíola vodu sobre o Golfo de Melange, que transforma LeChuck em humano. Enquanto eventos separam Guybrush e Elaine, ela forma uma amizado com o agora aparentemente inofensivo LeChuck, e o ajuda a devolver macacos usados para seus feitiços vodu para suas casas. Elaine também tenta, sem sucesso, mediar um acordo entre sereias com acesso à cura para a varíola e piratas infectados. Quando as negociações são interrompidas, Elaine participa de uma batalha nas Jerkbait Islands para afugentar os piratas. Entretanto, Elaine se infecta com a varíola e perde o controle, viajando para Floatsam Island para saquiar a cidade e matar Morgan LeFlay, uma caçadora de tesouros que ela vê como rival pelo amor de Guybrush. Threepwood cura a varíola, mas LeChuck se volta contra ele e o golpeia fatalmente com uma espada; Elaine abraça seu marido enquanto ele morre. LeChuck rapta Elaine e aparentemente convence ela a se juntar a ele como sua esposa demoníaca; na verdade, ela só concorda com LeChuck para adquirir um sabre vodu capaz de destruí-lo. Guybrush retorna como um fantasma e leva LeChuck a uma posição onde Elaine pode atacá-lo com o sabre. Com LeChuck derrotado, Guybrush volta à vida criando um feitiço com o anel de casamento de Elaine, e volta para sua esposa.

## Recepção
A personagem de Elaine Marley teve uma recepção positiva de críticos na indústria de jogos eletrônicos. Descrita pela GameSpot como a motivação para toda a série, críticos elogiaram a não conformidade de Elaine com o estereótipo da donzela em apuros. A GameSpot notou que Elaine é geralmente muito mais capaz de escapar do perigo "do que o suposto herói que vem salvá-la", enquanto a publicação de cultura de jogos eletrônicos Eludamos aplaudiu a personagem por permitir um nível de "expressão feminina que não necessariamente sempre se conforma aos ideais passivos da donzela em apuros."
A Eurogamer elogiou o design de Elaine com "merecedor de aclamação", considerando-a a "Melhor Personagem Feminina Coadjuvante" em sua premiação anial Gaming Globes de 2001, enquanto a IGN descreveu-a ao lado de Guybrush e LeChuck como "os personagens de aventura mais amados de todos os tempos." Alexandra Boyd e Charity James também foram aplaudidas por suas dublagens de Elaine; a Computer Games Magazine descreveu o trabalho de Boyd em The Curse of Monkey Island como "maravilhoso". A Gadgette também listou Elaine como sua quarta personagem favorita de um jogo eletrônico. IGN India, The Guardian e GamesRadar+ consideraram Elaine e Guybrush um dos melhores romances da mídia.